# Epigomphus westfalli
Epigomphus westfalli är en trollsländeart som beskrevs av Donnelly 1986. Epigomphus westfalli ingår i släktet Epigomphus och familjen flodtrollsländor. IUCN kategoriserar arten globalt som starkt hotad. Inga underarter finns listade i Catalogue of Life.